# Улица Мичурина (Самара)
У́лица Мичу́рина — улица, расположенная в Ленинском и Октябрьском районах города В Самары. Названа именем российского биолога Ивана Мичурина.
Улица берёт начало от пересечения с улицей Чкалова, затем пересекает улицы Полевую, Владимирскую, Больничную, Клиническую, Московское шоссе в самом его начале, улицы Осипенко, Челюскинцев, Луначарского, проспект Масленникова, улицы Николая Панова, Ерошевского; между улицами Революционной и Лукачёва не имеет автомобильного движения, затем продолжается, пересекая Калужскую улицу. Заканчивается пересечением с улицей Врубеля в районе Ботанического оврага.

## Этимология годонима
Бывшая улица Соловьи́ная переименована 17 октября 1934 года в честь И. В. Мичурина. Имя Мичурина носят также сквер, находящийся в начале этой улицы (с 1961 года), и жилой микрорайон «Мичуринский».

## История улицы
В 1856—1860 годах улица Соловьиная пролегала по Солдатской слободе. К северо-западу от слободы находился Молоканский сад . В 1896 году Самарская городская дума дала согласие на отвод земли под строительство зданий для запасной артиллерийской бригады. Артиллерийские казармы занимали четыре десятины земли вдоль улицы Соловьиной (в районе современных улиц Осипенко и Челюскинцев), и сейчас ещё там формально существует Артиллерийская улица, правда, осталось на ней всего три дома. С 1919 по 1941 год это место носило название «Ли́ндов городок» — в честь революционера Гавриила Давидовича Линдова (Лейтейзена). С 2016 года сохранившиеся здания артиллерийского городка (Мичурина, 64, 74, 78, 90) являются объектом культурного наследия регионального значения.
Между Линдовым городком и рекой Волгой находился Никольский (Николаевский) мужской монастырь (и монастырский посёлок). Сейчас на улице Радонежской можно увидеть оставшееся от него здание Православной духовной семинарии.
От улицы Соловьиной начиналась почтовая дорога на Оренбург — она видна ещё на картах середины XIX века, позже она стала называться «Шоссейная дорога», ещё позже — «Семейкинское шоссе», а сегодня это Московское шоссе, часть федеральной трассы M5.
В самом начале улицы Мичурина (на углу с улицей Чкалова) в 1930 году была построена обувная фабрика. Затем она была преобразована в акционерное общество «Самараобувь».
Большой участок улицы Мичурина от начала шоссе до улицы Луначарского в 1941 году был занят для строительства Четвёртого государственного подшипникового завода, широко известного как ГПЗ-4. В 1993 году ГПЗ-4 был преобразован в акционерное общество «Шар», в 2003 году ликвидирован. Территория бывшего завода сейчас застраивается новыми офисными и жилыми зданиями, под новые нужды реконструируются некоторые заводские корпуса, но многие здания сносятся..
С 1972 года начали стройку корпуса «Рембыттехники» по адресу Мичурина 15, спустя 10 лет его пустили в эксплуатацию. Сейчас это здание известно, как ТЦ «Аквариум».
В 2024 году участок улицы от Владимирской до Клинической назван «бульваром Владимира Золотарёва» в честь Владимира Ивановича Золотарёва.

## Здания и сооружения
- Городское трамвайное депо[20]

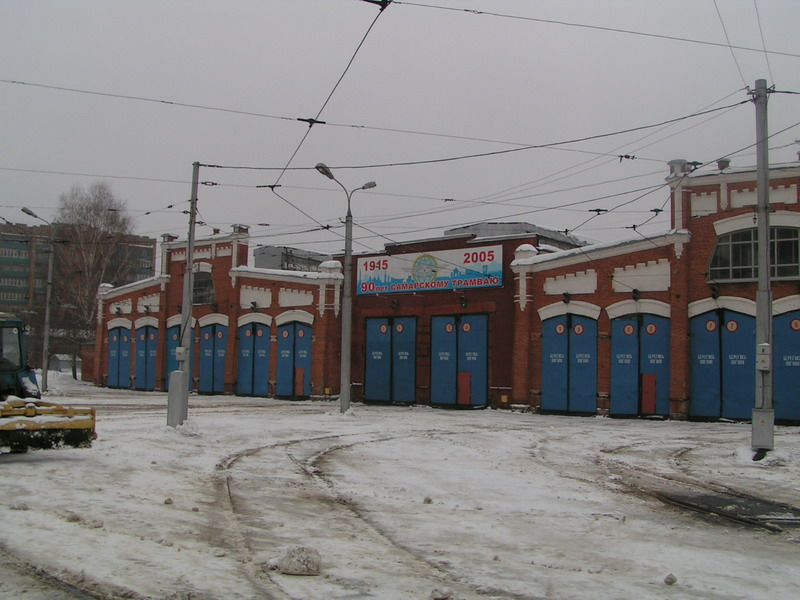
Городское трамвайное депо

- № 3 - Музей истории городского наземного электрического транспорта[21]
- № 8 — дополнительный офис Сбербанка, магазин серебряных изделий
- № 13 - Управление государственной архивной службы Самарской области[22]
- № 15 — торговый центр «Аквариум»[23] существует с 1996 года, ранее в этом здании размещалось предприятие «Рембыттехника»
- № 21 корпус Б — автомойка и автосервис
- № 23 — издательский дом «Агни»; культурно-выставочный центр «Радуга».
- № 23А — выставочный центр «Экспо Волга»[24]
- № 52 — офисный центр
- № 58 — Российский государственный архив научно-технической документации, филиал в Самаре.
- № 74 — государственное унитарное предприятие «Экология»
- № 76 — НПП «Связь Автоматика Монтаж» (телекоммуникационные системы)[25]
- № 80 — типография, редакции газет, ООО «Лабкомплект»[26]
- № 90 литера Ы — «Арт-Центр»
- № 98 — штаб-квартира Группы СОК → ныне одноимённый фитнес-клуб (здание бывшего «Дома культуры ГПЗ-4»)
- № 98В — православный храм в честь рождения Пресвятой Богородицы
- № 125 — медицинские учреждения, в том числе Городская больница № 4 и поликлиника № 12
- № 126 — ООО «Экотерм-Сервис» (производство и распределение газа), фитнес-клуб «Спарта», другие организации

### Памятники и монументы
- Памятник первому самарскому трамваю (на территории Городского трамвайного депо)
- Мемориал самарцам, погибшим в необъявленных войнах установлен на пересечении улиц Мичурина и Осипенко в 2001 году. Скульпторы — Борис Чёрствый, Владимир Обухов, архитектор — Александр Темников.[27]

## Транспорт
Наземный общественный транспорт ходит по улице Мичурина от её начала (ул. Чкалова, сквер Мичурина) до проспекта Масленникова. В 2013—2016 годах дорожное покрытие улицы неоднократно ремонтировалось, движение по ул. Мичурина было закрыто.
Автобусы муниципальных маршрутов1, 22, 24, 34, 41, 67.
Маршруты 2, 23, 47 пересекают улицу Мичурина по проспекту Масленникова.
Автобусы коммерческих маршрутов4, 46, 84, 126с, 126ю, 410а;
а также 347 (по проспекту Масленникова).
Троллейбусы4 и 15 следуют по улице Мичурина, маршрут 19 пересекает по проспекту Масленникова.
ТрамваиВ июне 1913 года начались работы на строительстве вагонного парка на углу улиц Полевой и Соловьиной (Мичурина). В апреле 1914 года были уложены рельсы. 13 ноября (26 ноября) 1914 года прошёл первый пробный самарский трамвай.
Сейчас по улице Мичурина на участке от ул. Полевой до ул. Клинической проходят маршруты 3, 15, 18.
На пересечении с улицей Врубеля проходят маршруты 2, 4, 13, 23.
МетроСтанция «Российская» расположена в 350 метрах от улицы Мичурина. Станция «Алабинская» — в 700, станция «Московская» — в 1 километре. Станции «Московская» и «Российская» соединяет автодорога по улице Луначарского, она пересекает улицу Мичурина.

## Почтовые индексы
- 443013
- 443030
- 443056
- 443068
- 443096
- 443110[37]